# Miętkie (gmina)
Miętkie – dawna gmina wiejska istniejąca w latach 1867–1954 na Lubelszczyźnie. Siedzibą gminy było Miętkie, a następnie Sahryń i Turkowice (1945–1954).
Gmina Miętkie powstała w 1867 roku w Królestwie Kongresowym, a po jego podziale na powiaty i gminy, z początkiem 1867 roku, weszła w skład powiatu hrubieszowskiego w guberni lubelskiej, jako jedna z 13 gmin wiejskich powiatu (w latach 1912–1915 jako część guberni chełmskiej).
W 1919 roku gmina weszła w skład woj. lubelskiego. W 1924 roku w skład gminy wchodziły: Adamówka wieś; Adelina folwark, wieś; Andrzejówka wieś, kol.; Kożuchy wieś; Lipowiec wieś, folwark; Miętkie wieś, folwark; Mołożów wieś, kol.; Sahryń wieś; Sahryń I kol.; Sahryń II kol.; Sahryń III kol.; Tuczapy wieś, folwark; Turkowice wieś, folwark; Wronowice wieś; Wronowice-Doliwo kol.; Wronowice-Paprzyce kol.; Wronowice (Pasieka) kol.. Do 1933 roku ustrój gminy Miętkie kształtowało zmodyfikowane prawo zaborcze.
W 1936 roku do gminy Miętkie włączono obszar zlikwidowanej gminy Mircze. Do gminy Miętkie dołączono wówczas gromady: Ameryka, Anusin, Borsuk, Dąbrowa, Łasków, Łasków-Kolonia, Mircze, Modryniec, Modryniec-Kolonia, Modryń, Modryń-Kolonia, Radostów, Wiszniów, Wiszniów Duży i Wiszniów Mały.
Podczas okupacji gmina należała do dystryktu lubelskiego (w Generalnym Gubernatorstwie).
Po wojnie siedzibę gminy przeniesiono do Turkowic. Według stanu z dnia 1 lipca 1952 roku gmina Miętkie składała się z 23 gromad. Jednostka została zniesiona 29 września 1954 roku wraz z reformą wprowadzającą gromady w miejsce gmin. Po reaktywowaniu gmin z dniem 1 stycznia 1973 roku gminy Miętkie nie przywrócono, a jej dawny obszar wszedł w skład odtworzonej gminy Mircze (oraz fragmentarycznie gminy Werbkowice).